# 烟筒屯镇
烟筒屯镇，是中华人民共和国黑龙江省大庆市杜尔伯特蒙古族自治县下辖的一个乡镇级行政单位。

## 行政区划

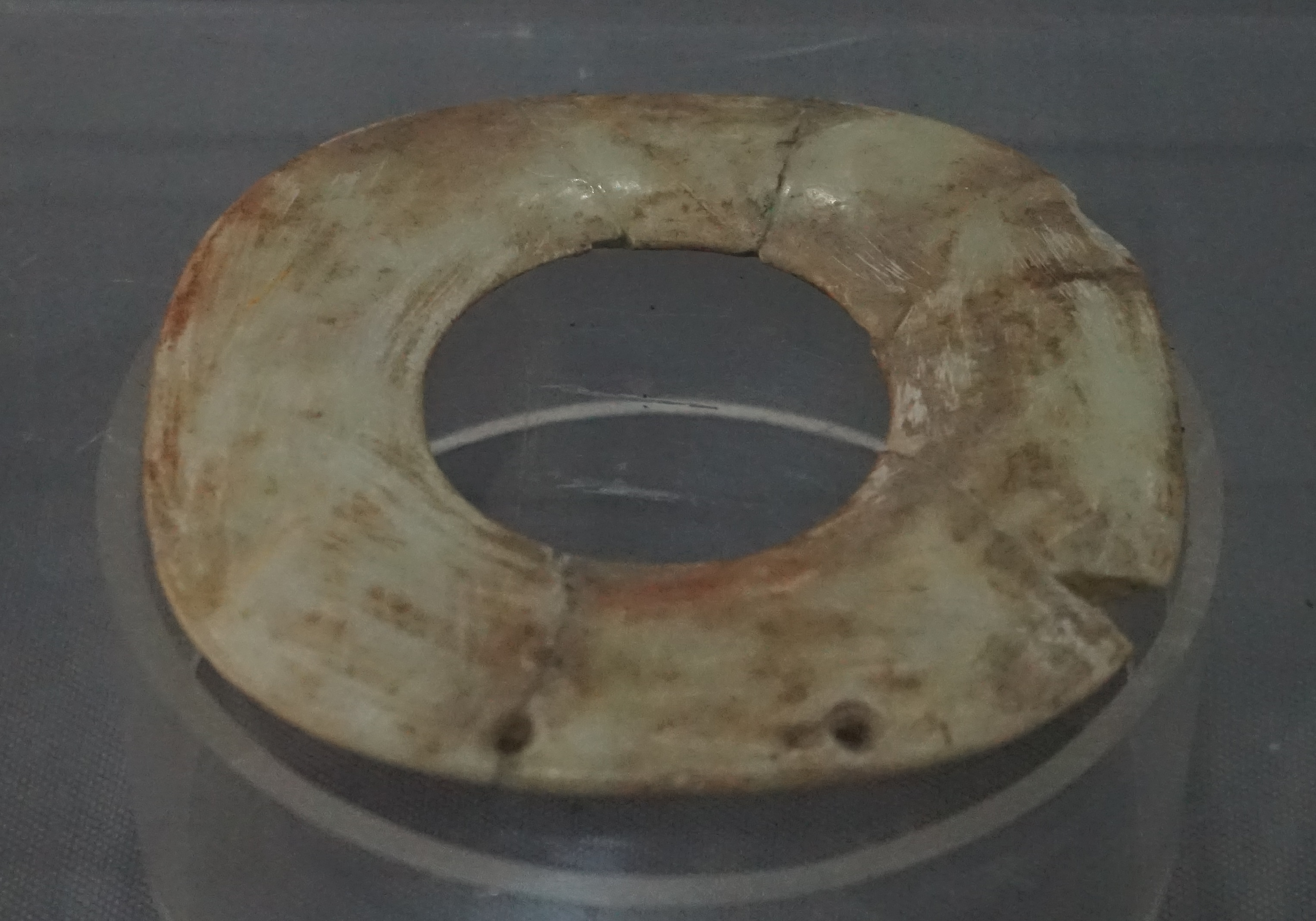
烟筒屯镇新合村征集的大型玉璧。新石器时代。

烟筒屯镇下辖以下地区：
三合村、和光村、新发村、广胜村、东升村、东岗子村、土城子村、珰奈村、新合村和南阳村。